# 胡默爾湖 (代林根)
48°10′04″N 8°46′32″E / 48.167736°N 8.775499°E

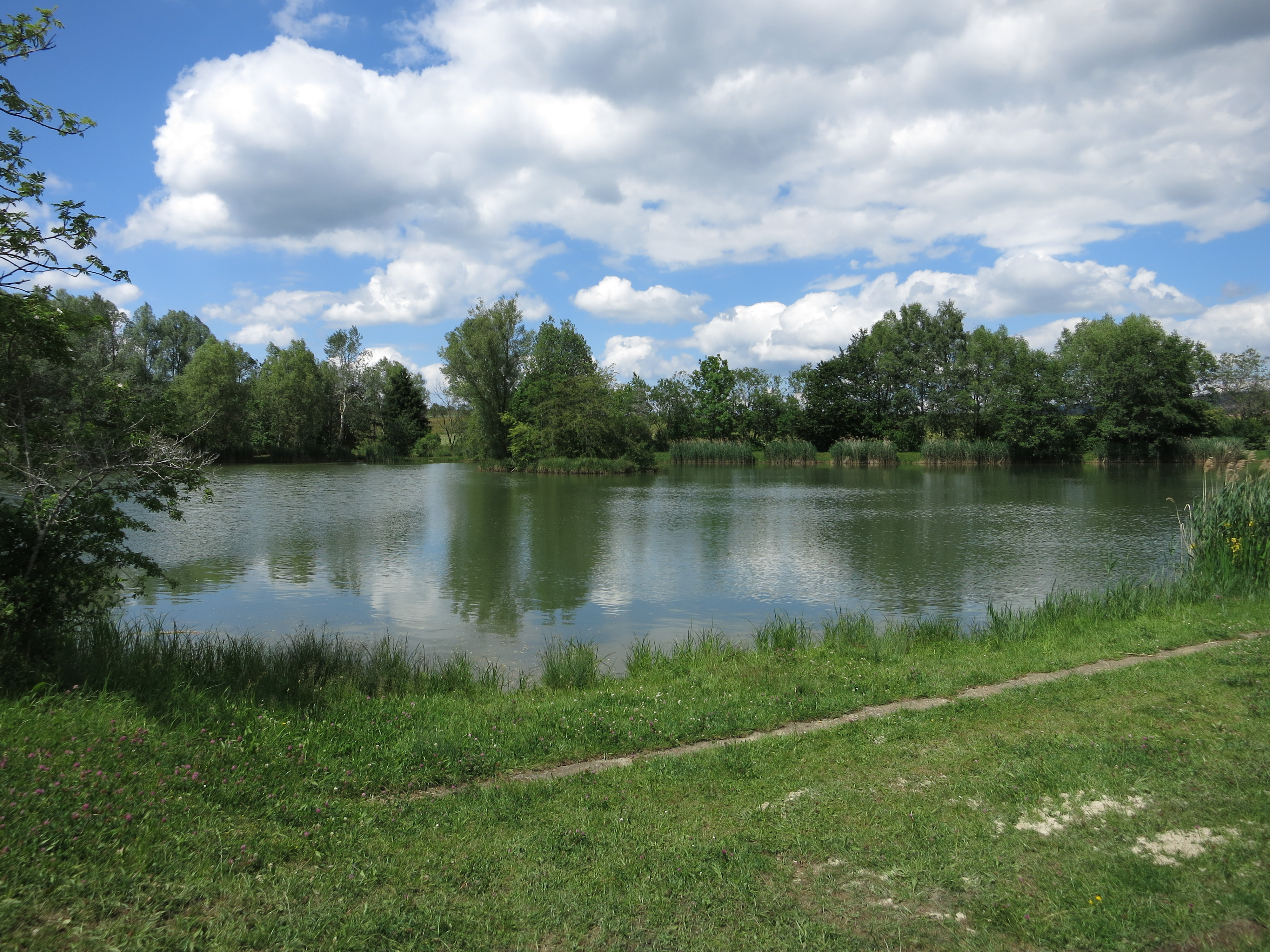

胡默爾湖（德語：Hummelsee），是德國的湖泊，位於該國西南部，由巴登-符騰堡州負責管轄，處於代林根西南面，長0.2公里、寬0.1公里，面積0.01平方公里，海拔高度810米，湖岸線長度0.4公里。